# Жембице
 Тази статия е за града в Полша.  За общината вижте Жембице (община).  
Жембице (на полски: Ziębice, [ʑɛmˈbit͡sɛ]) е град в Долносилезкото войводство в югозападна Полша, административен център на община Жембице в Зомбковишки окръг. Населението му е около 9 310 души (2011).
Разположен е на 252 метра надморска височина в Средноевропейската равнина, на 20 километра северно от границата с Чехия и на 56 километра южно от Вроцлав. Първото споменаване на селището е от 1234 година, като то е известно и с немското име Мюнстерберг. През Средновековието е център на Херцогство Мюнстерберг в рамките на Свещената Римска империя, а към Полша е присъединено през 1945 година.

## Известни личности
Родени в Жембице
- Януш Камински (р. 1959), кинооператор